# Peresznye
Peresznye (horvátul: Prisika, németül: Prössing) község Vas vármegyében, a Kőszegi járásban.

## Fekvése
Kőszegtől 10 kilométerre észak-északkeletre, a Kőszegi járásban, erdővel borított dombok közötti völgyben fekszik, közvetlenül az osztrák határ mellett.
A szomszédos települések a határ magyar oldalán: északkelet felől Répcevis, kelet felől Szakony, délkelet felől Csepreg, dél felől Kiszsidány, délnyugat felől pedig Horvátzsidány és Ólmod. Ausztria felől a két legközelebbi település Répcesarud (Frankenau) és Répcemicske (Strebersdorf).

### Megközelítése
Csak közúton közelíthető meg, a 84-es főút felől lövői letéréssel, Sopronhorpácson keresztül, a 8627-es úton, vagy a 87-es főútról Kőszegen át, úgyszintén a 8627-esen. Közigazgatási határszélét délen érinti még a 8624-es út is.

## Története
A jelenleg 36%-ban horvát nemzetiségűek lakta település okleveles említése 1195 körülről származik. A borsmonostori apátság vásárhellyel rendelkező birtoka volt. III. Ince pápa 1209-ben írt oklevele ciszterci kolostori majorságként (grangia) említi Peresznyét – azonban ezt alátámasztó további okiratok erről nincsenek , Kovács Ignác 1904-ben írt közleménye alapján helye a falu határban lévő „erdőhegyaljában” található. 1222 táján Sopron vármegyében – több más településsel egyetemben – először vezették be a földesúrnak a majorsági jellegű szőlőterületek használata után fizetendő csöböradót. A települést valószínűleg már a középkorban szláv nyelvű népesség lakta, erre utal a Prezena, Proescie névalak. Az 1532-es pusztító török hadjárat után Jurisics Miklós horvátországi birtokairól horvátokat telepített be, s azóta is nagy számban lakják horvát nemzetiségűek, bár mára arányuk 40% alá csökkent. Kőszeg védője a kőszegi uradalom mellett királyi adományként kapta meg a borsmonostori uradalmat a 16. század első felében. A Jurisics család után 1568-ban Szigetvár elfoglalása következtében, Kanizsa átadásáért Nádasdy Tamás és Ferenc fia nyerte el az apátságot és birtokait, később – Nádasdy III. Ferenc gróf 1671-es lefejezése után – 1676-tól Esterházy Pál volt a földesura, majd családja több ága is volt kegyura a falunak. A 19–20. század fordulóján a cseh származású Berchtold grófoké lett. Önkéntes tűzoltó egyesülete 1887-ben alakult.
Vályi András szerint „PERESZNYE. Pressing, Priszika. Horvát falu Sopron Vármegyében, földes Ura Gróf Eszterházy Uraság, a’ kinek két kastéllyával ékesíttetik, lakosai katolikusok, fekszik N. Visnek szomszédságában, Sopronhoz, Kőszeghez 3 6/8 ’s 2/8 mértföldnyire, határja közép termékenységű, legelője hasznos, és számos juhok vagynak rajta, más javai is meglehetősek, második osztálybéli.”
Fényes Elek szerint „Peresznye, (Pressing), horvát f., Sopron vgyében, Kőszeghez 1 1/4 mfd., 600 kath. lak., s paroch. szentegyházzal. Van jeles urasági kastélya és kertje. Határa 2820 hold, mellyből 868 h. szántó, 236 h. rét, 616 hold erdő, 100 h. szőlő. Földe nagy részben kövecses. F. u. gr. Eszterházy Ferencz.”
1910-ben 744, többségben horvát lakosa volt, jelentős magyar kisebbséggel. 1877-ben Sopron vármegye Pulyai, míg 1882-ben már Csepregi járásához tartozott. 1950-ben az addig Sopron vármegyéhez tartozó községet Vas megyéhez csatolták. Ma már csak a lakosság nagyjából harmada horvát nemzetiségű, de ma is ápolja gazdag népi hagyományait, melynek fő őrzője a Zviranjak Peresznyei Horvát Hagyományőrző és Faluszépítő Egyesület.
2011. november 19-én adták át hivatalosan az 1960-as években épült, majd újjáépített kultúrházat.
2014. március 29-én került átadásra egy új sportkomplexum, játszótérrel, sportpályával, új fitnesz-eszközökkel és defibrillátorral. A fejlesztés összköltsége 22, 8 millió forint volt.

## Közélete

### Polgármesterei
| Polgármester | Polgármester               | Polgármester               | Megjegyzés                         |
| ------------ | -------------------------- | -------------------------- | ---------------------------------- |
| 1990–1994    | Grüll János                | független                  |                                    |
| 1994–1998    | Szinger Tibor              | független                  |                                    |
| 1998–2002    | Vaskó János                | független                  |                                    |
| 2002–2004    | Vaskó János                | független                  | hivataláról lemondott              |
| 2004–2006    | Grüll János                | független                  |                                    |
| 2006–2007    | betöltetlen                | betöltetlen                | betöltetlen                        |
| 2007–2010    | Orbán Gyula                | független                  | időközi választás: 2007. január 28 |
| 2010–2014    | Grüll János                | független                  |                                    |
| 2014–2019    | Grüll János                | független                  |                                    |
| 2019–2024    | Orbán Gyula                | független                  | hivatalában elhunyt                |
| 2024–2024    | Grüll János alpolgármester | Grüll János alpolgármester | Grüll János alpolgármester         |
| 2024–        | Kornfeind József           | független                  |                                    |

A településen 2004. szeptember 12-én időközi polgármester-választást tartottak, az előző polgármester lemondása miatt.
A következő rendes önkormányzati választás napján, 2006. október 1-jén sem polgármester-, sem képviselő-választást nem lehetett tartani Peresznyén, elegendő számú jelölt hiányában. Az emiatt szükségessé vált időközi választást 2007. január 28-án tartották meg, a polgármester-választás tekintetében 5 jelölt részvételével; a korábbi faluvezető nem indult el a posztért.
2024. január 7-én Orbán Gyula polgármester elhunyt, de a hatályban lévő jogszabályok értelmében a következő önkormányzati választásig időközi választást már nem lehetett tartani a településen; a polgármesteri feladatokat ezért a közbeeső néhány hónap folyamán ügyvezetőként Grüll János addigi alpolgármester látta el.

## Népesség
A település népességének változása:
| Lakosok száma | 841  | 855  | 826  | 501  | 525  | 483  | 492  |
|               | 2013 | 2014 | 2015 | 2021 | 2022 | 2023 | 2024 |

A 2011-es népszámlálás során a lakosok 88,4%-a magyarnak, 35,8% horvátnak, 2,5% németnek, 0,2% szlováknak, 0,2% ruszinnak, 0,2% ukránnak mondta magát (10,4% nem nyilatkozott; a kettős identitások miatt a végösszeg nagyobb lehet 100%-nál). A vallási megoszlás a következő volt: római katolikus 81,6%, református 0,3%, evangélikus 0,9%, felekezet nélküli 1,6% (15,2% nem nyilatkozott).
2022-ben a lakosság 91,4%-a vallotta magát magyarnak, 28,4% horvátnak, 1,7% németnek, 0,4% ruszinnak, 0,4% szerbnek, 1,3% egyéb, nem hazai nemzetiségűnek (7,8% nem nyilatkozott; a kettős identitások miatt a végösszeg nagyobb lehet 100%-nál). Vallásuk szerint 57,7% volt római katolikus, 1% evangélikus, 0,6% református, 0,4% görög katolikus, 0,2% egyéb keresztény, 0,8% egyéb katolikus, 1,7% felekezeten kívüli (37,7% nem válaszolt).

## Nevezetességei
- Középkori eredetű temploma védőszentje Szent Egyed. Az 1646. évi egyházlátogatási jegyzőkönyv szerint fallal körülvett és megerősített. 1727-ben Esterházy Dániel tataroztatta és bővítette. Barokk stílusú, berendezése is ebből a korból származik.[34] Legutóbb 2013-ban újították fel.
- Széchenyi-kastély – mely tulajdonosairól több ellentmondás látott napvilágot,[m 1] az első világháború után Berchtold Lipót külügyminiszter lakta, az államosítás óta szociális otthonként működik. Parkja 6,7 ha-as terület, telepített hárs, juhar, kőris és különféle fenyők facsoportjaival, Peresznye Község Önkormányzatának kezelésében áll.[35]
- Az egykori kastélykertben lévő, 1985-ben védetté nyilvánított 6,7 ha-os kertben, egy tó partján áll a nyugati platán (Platanus occienditalis) csodálatos méretű példánya.[36]
- A község 2006. óta tagja az Írottkő Natúrparknak.[37][38]
- Magyarországi Horvátok Keresztény Gyűjteménye (Hunyadi utca)[39]

## Híres személyek
- Ficzkó József helyi horvát nyelven alkotó író, a korabeli nyugat-magyarországi horvát irodalom úttörő alakja
- Berchtold Lipót utolsó éveiben itt élt és hunyt el 1942-ben. Osztrák diplomata, az első világháború kitörése idején az Osztrák–Magyar Monarchia közös külügyminisztere.

## Érdekességek
- 2021. május 15-én jelentős csapadék mellett hibrid szupercella alakult ki a település felett és heves jégesőt eredményezett, 4–5 cm jég borította be a talajt, amely a domboldalakról összegyűlve néhol félméteres jeget is eredményezett.[40]

## Galéria

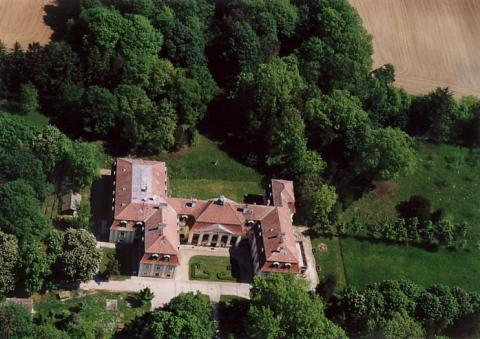
A Széchenyi-kastély légifotója
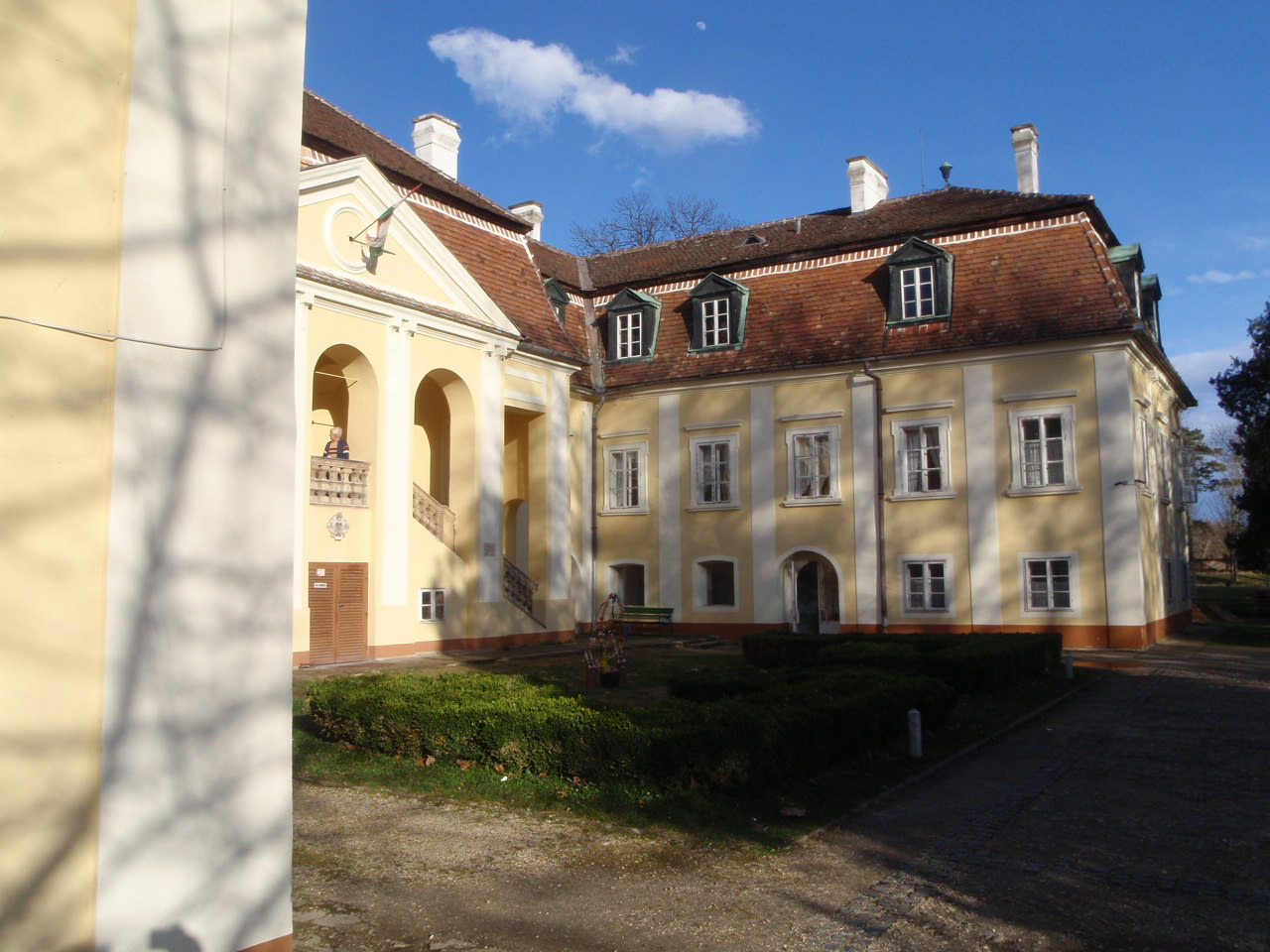
A kastély főhomlokzata
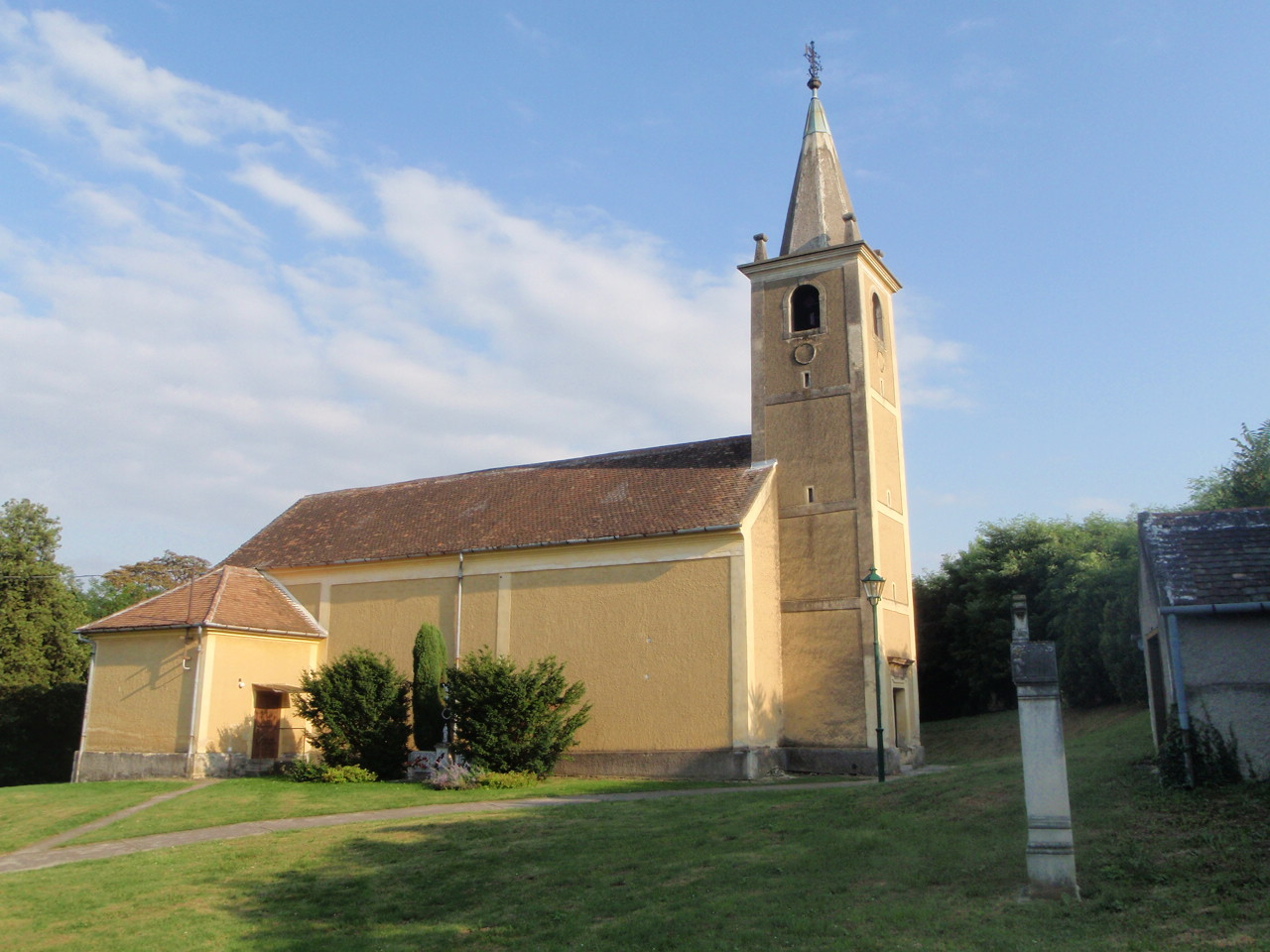
A Szent Egyed-templom
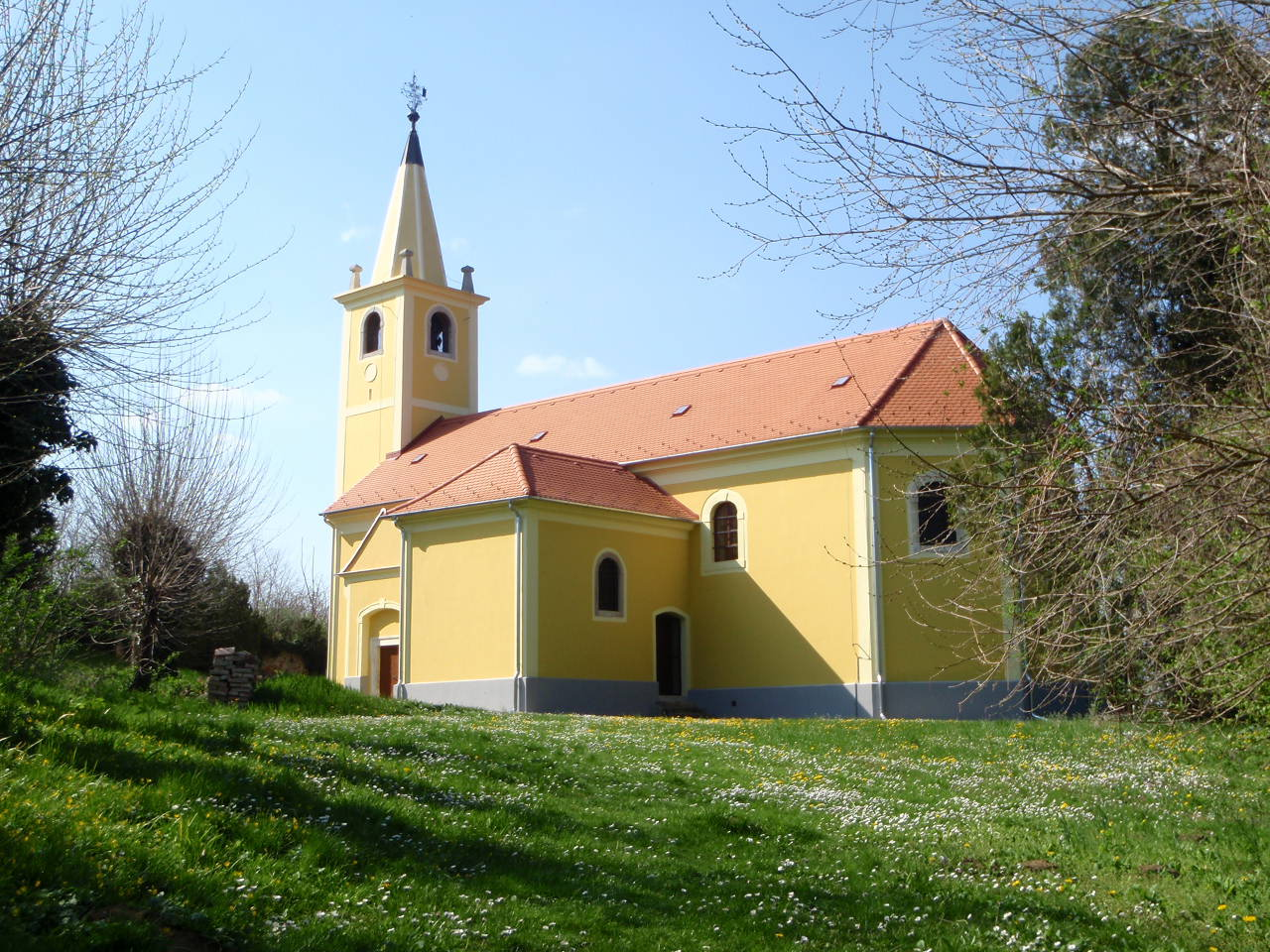
A templom délről
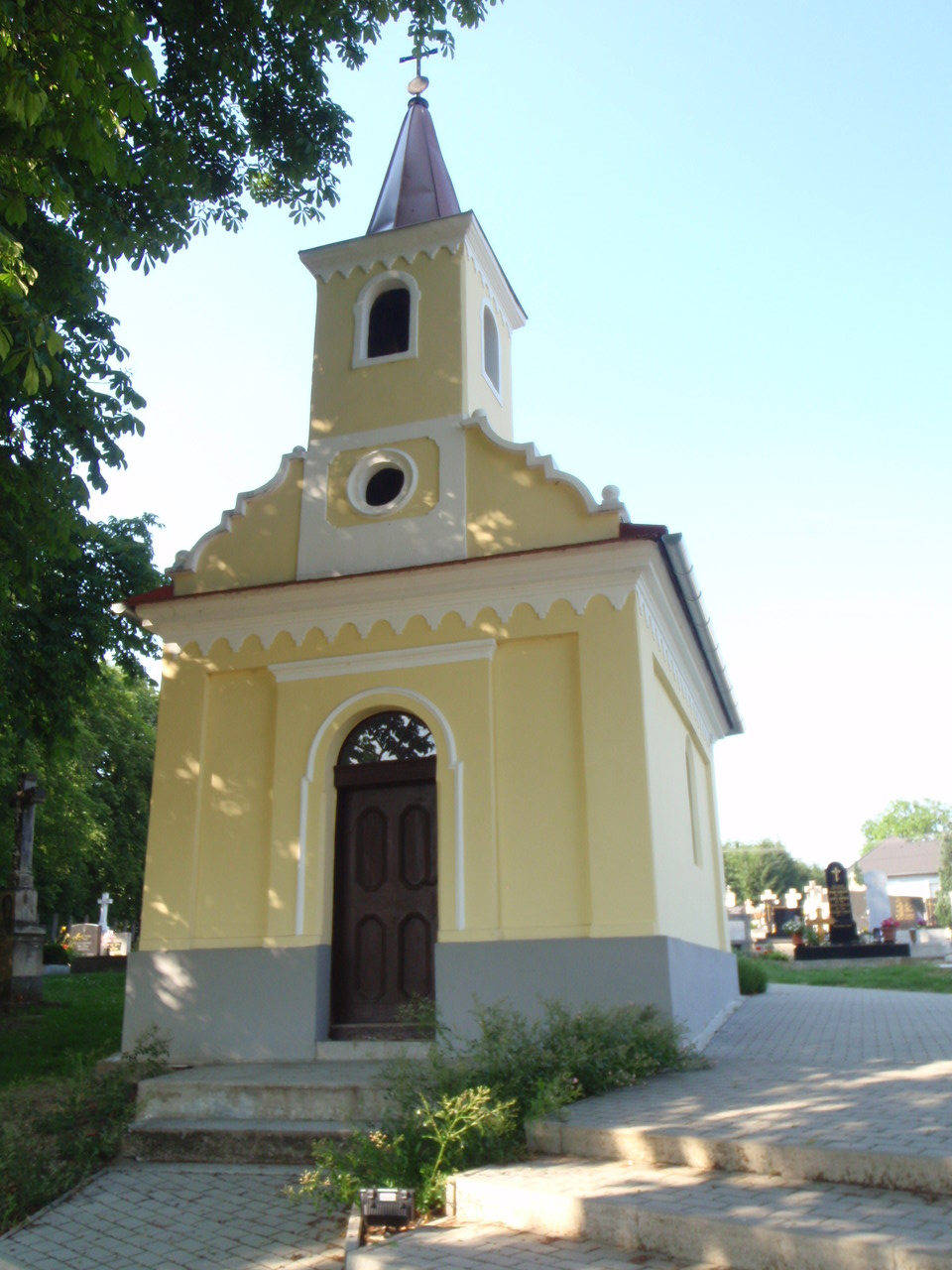
A temetőkápolna
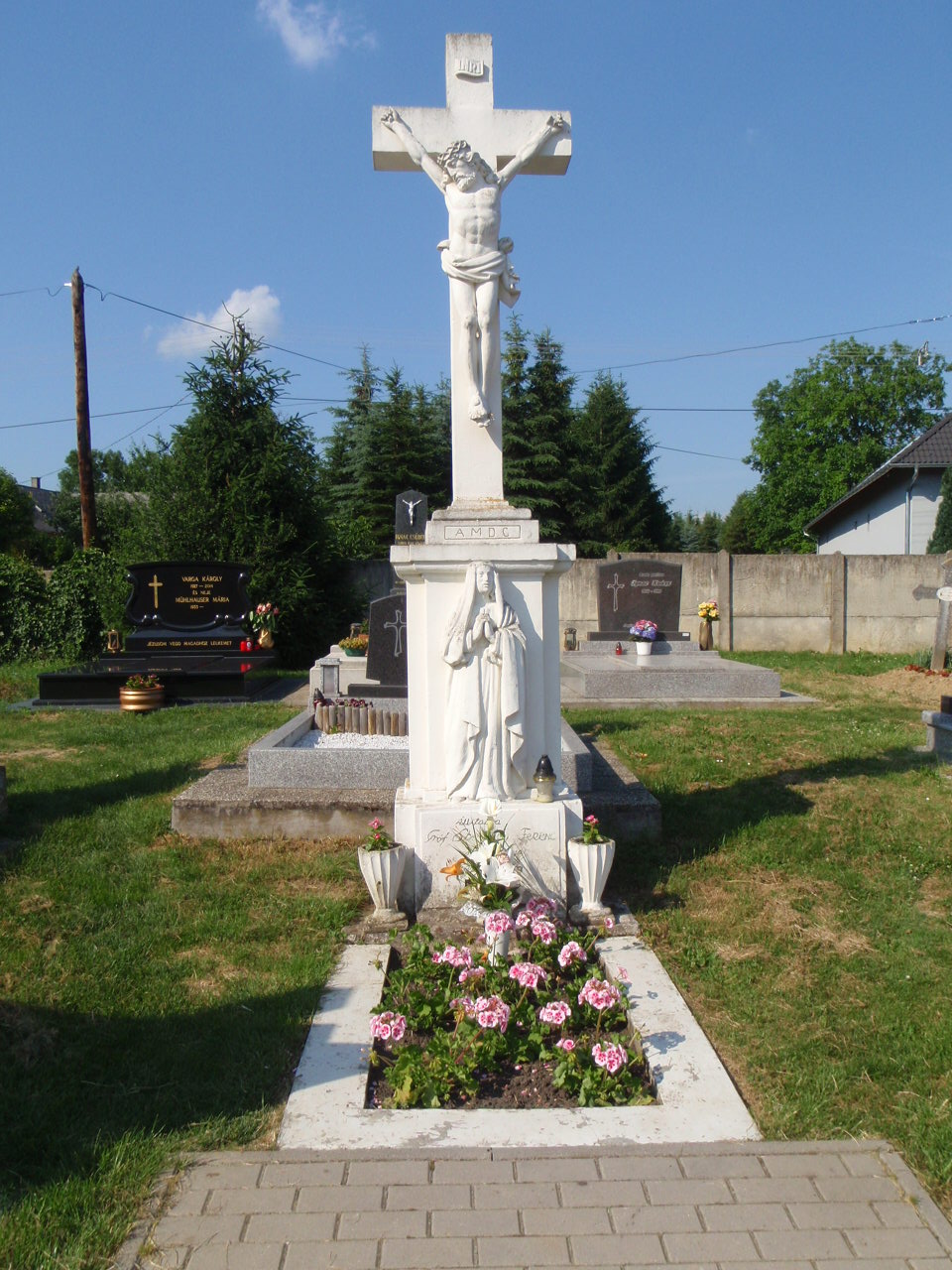
Esterházy kőkereszt, a felirata szerint állíttatta Esterházy Ferenc
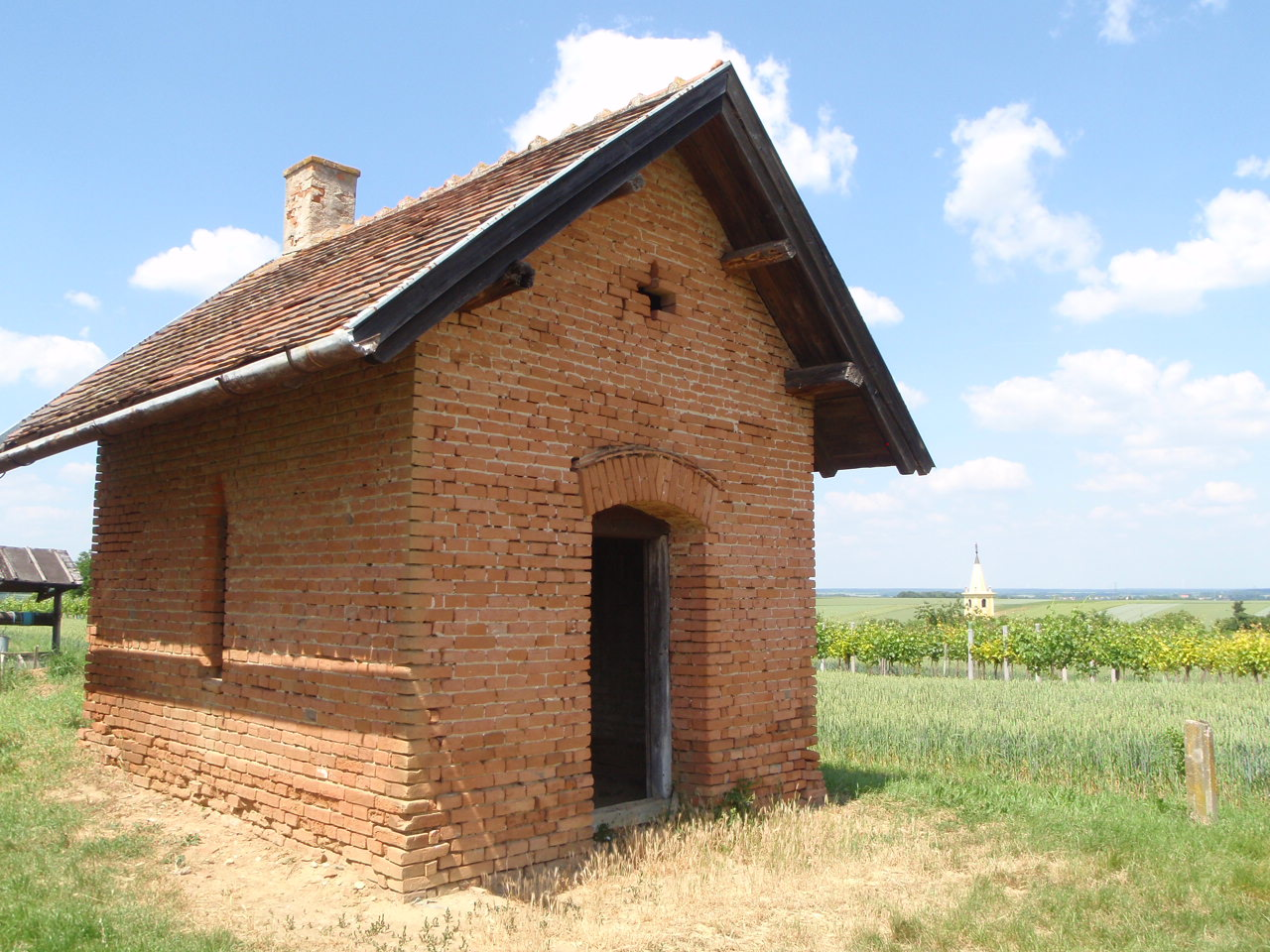
Csőszház a Rókahegyen
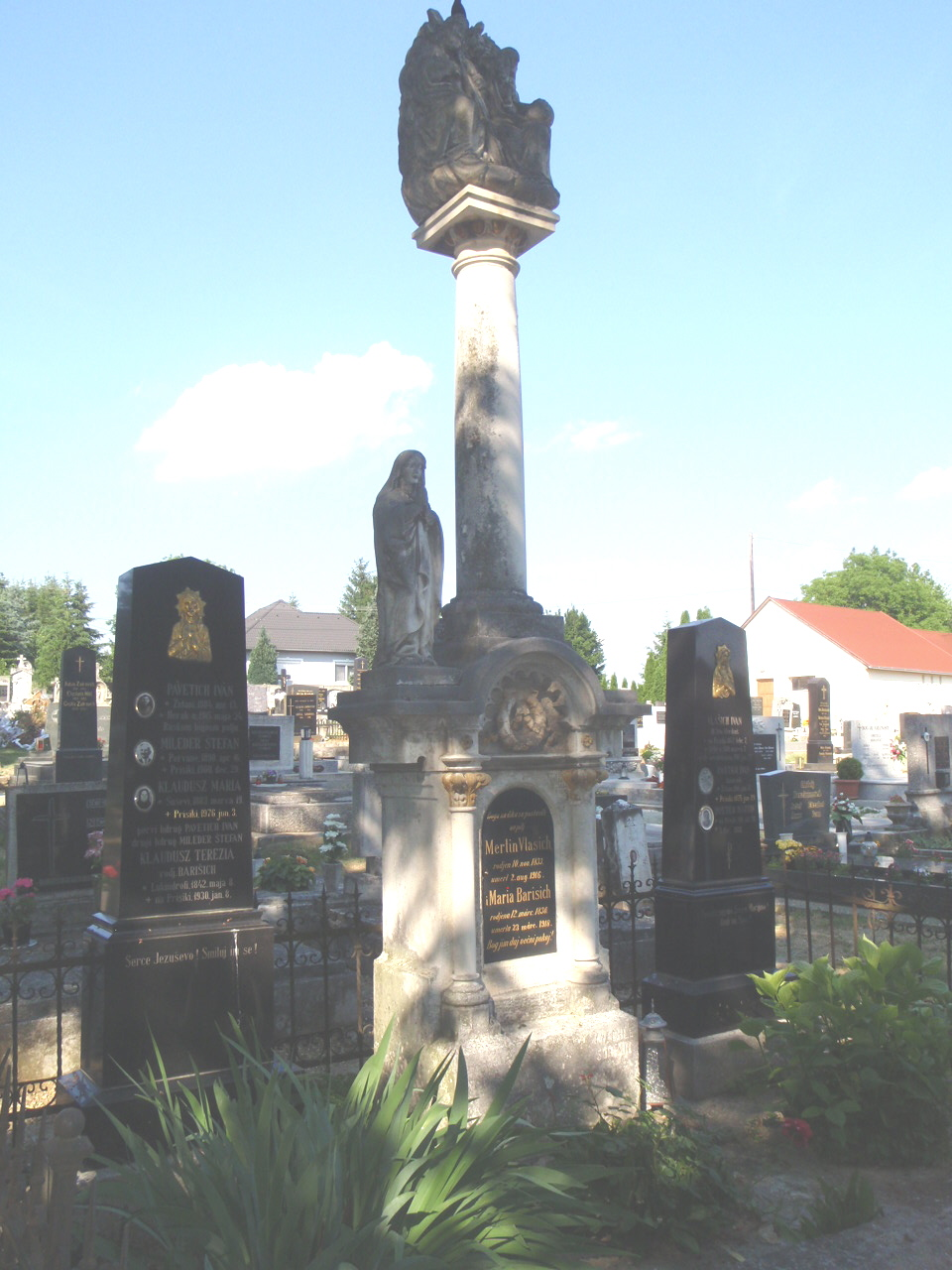
A temető Szentháromság-szobra
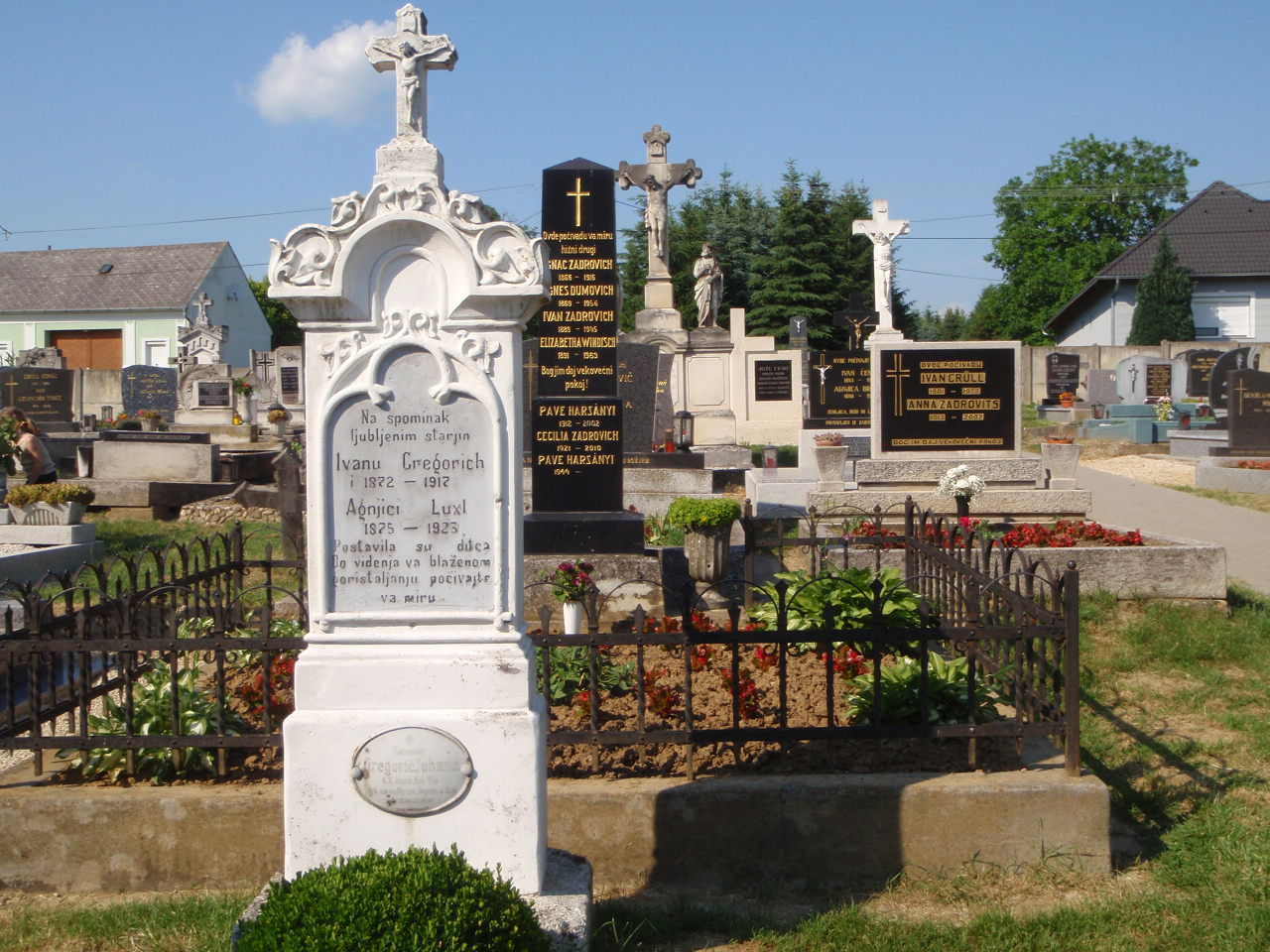
Temető
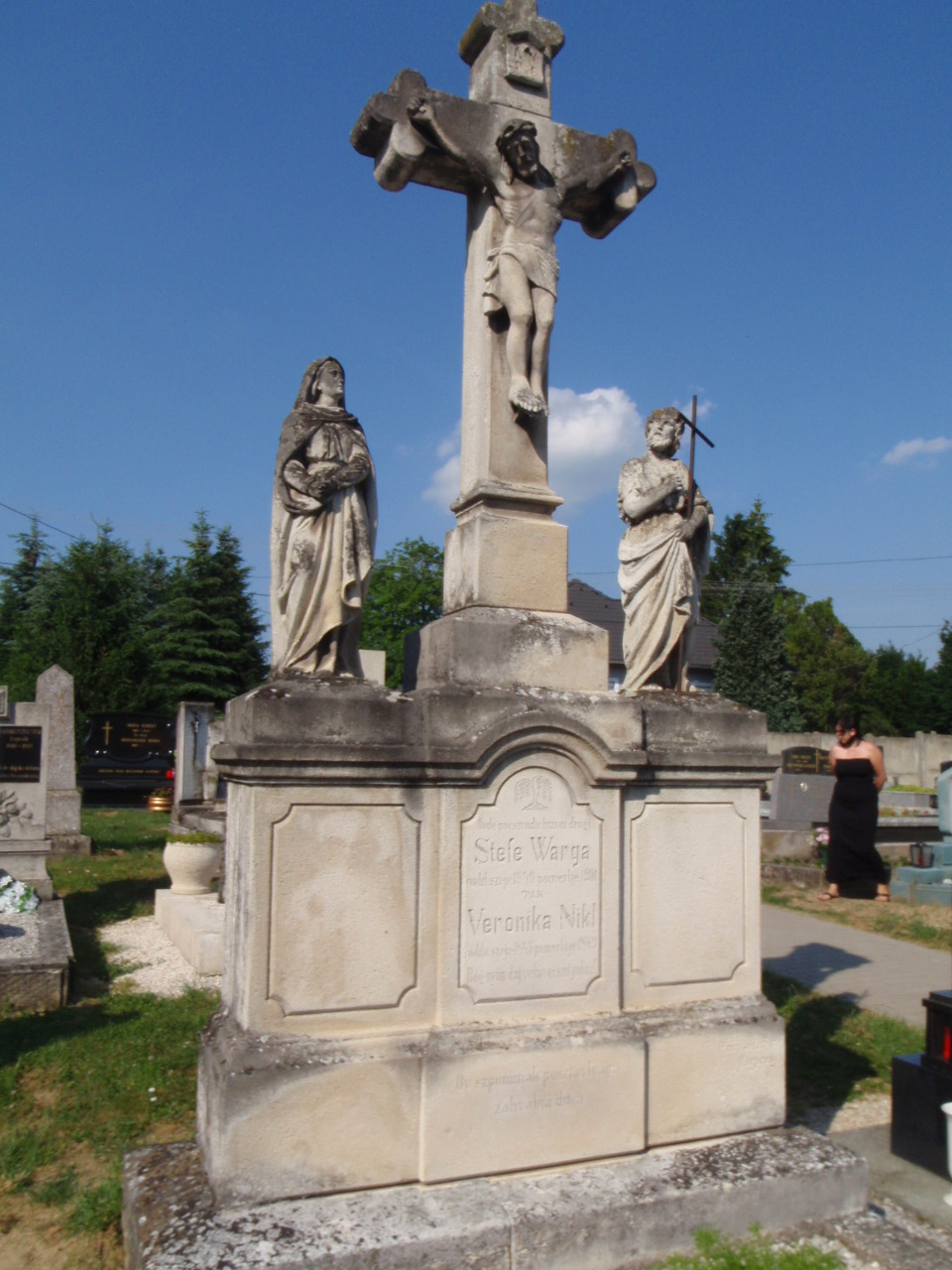
Temetői síremlék
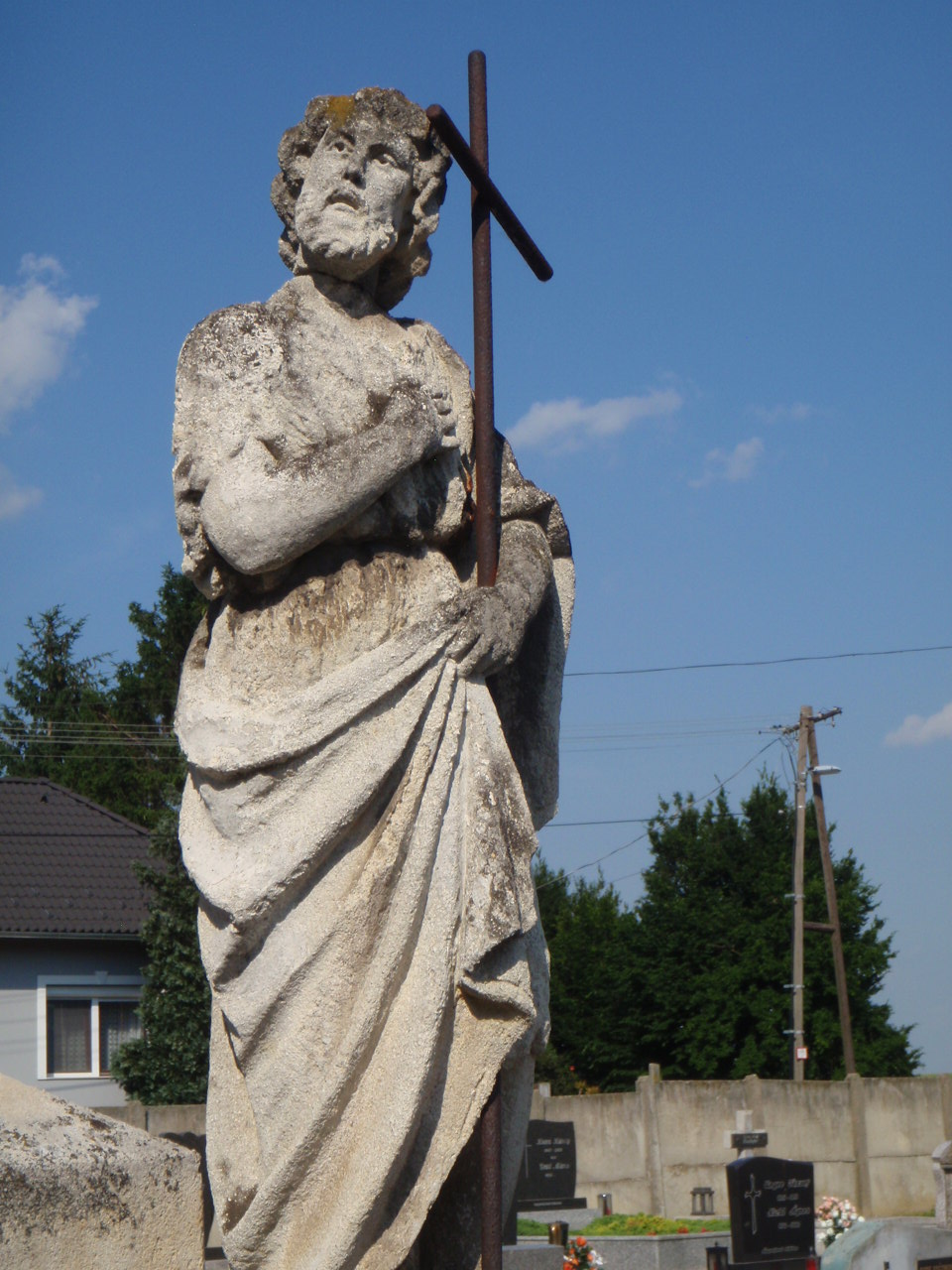
Szent Péter szobra a temetőben
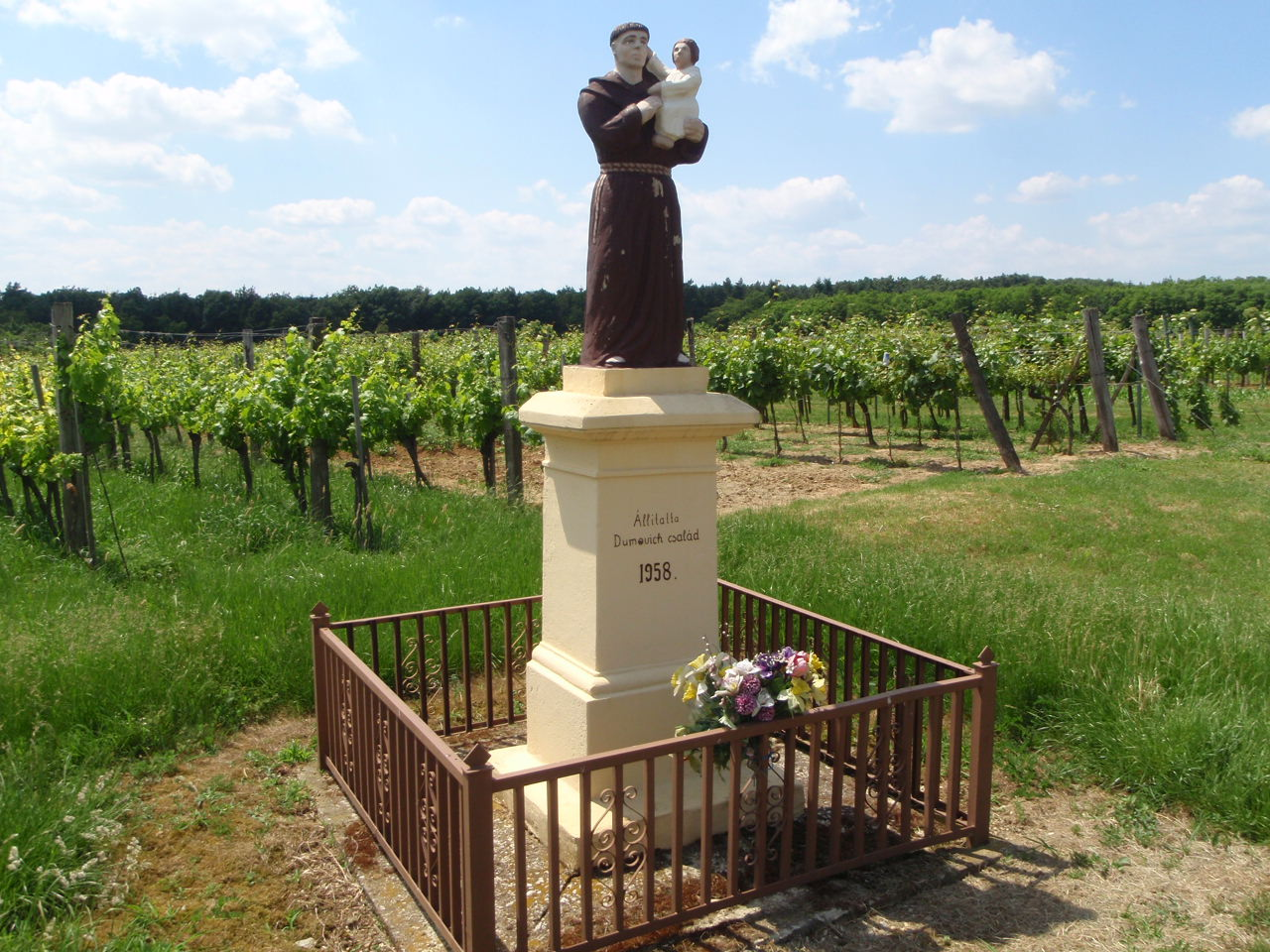
Páduai Szent Antal szobra Felsőhegy mögött
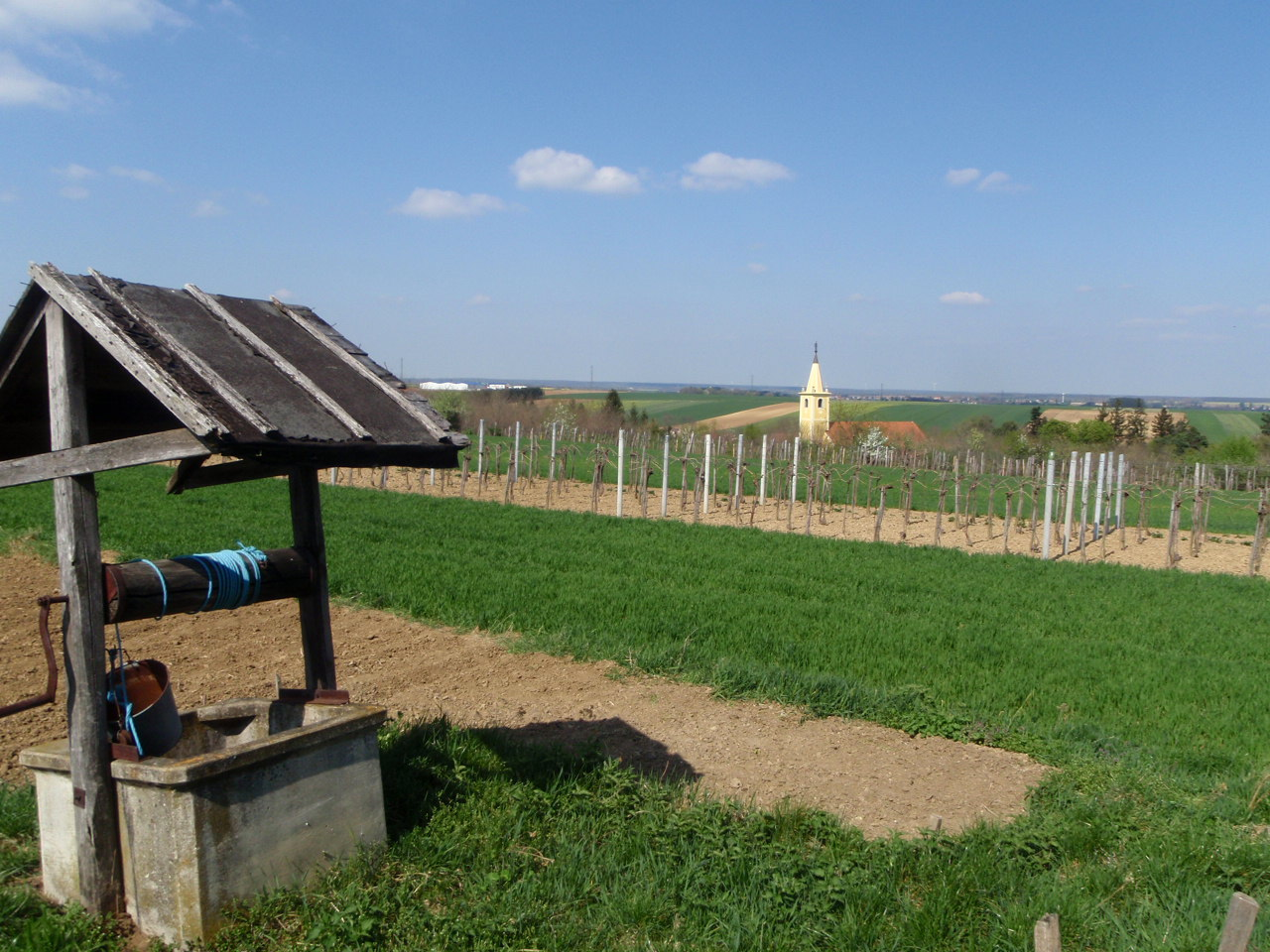
A falu látképe a Szőlőhegyről
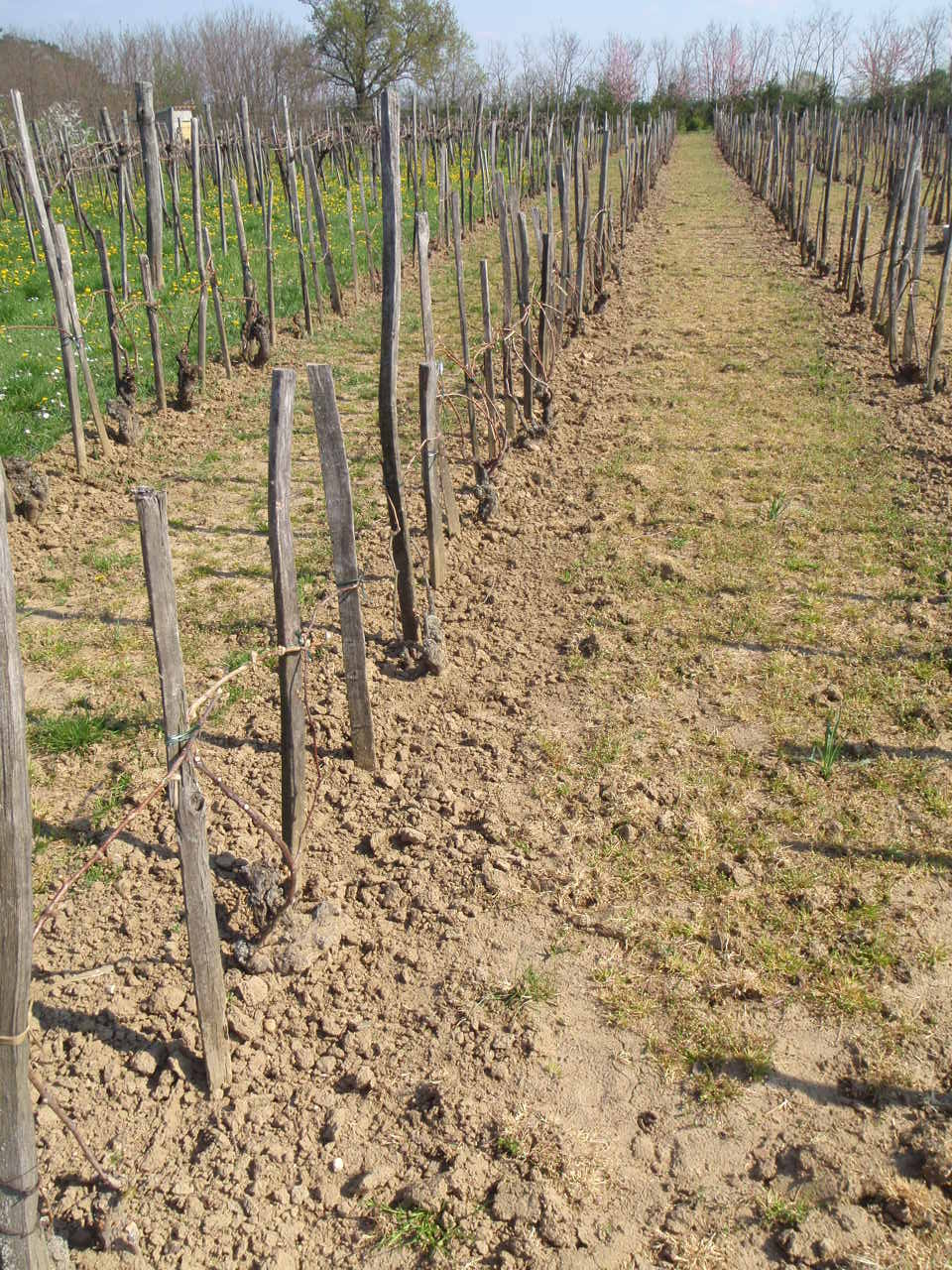
Szőlő gyalogművelése
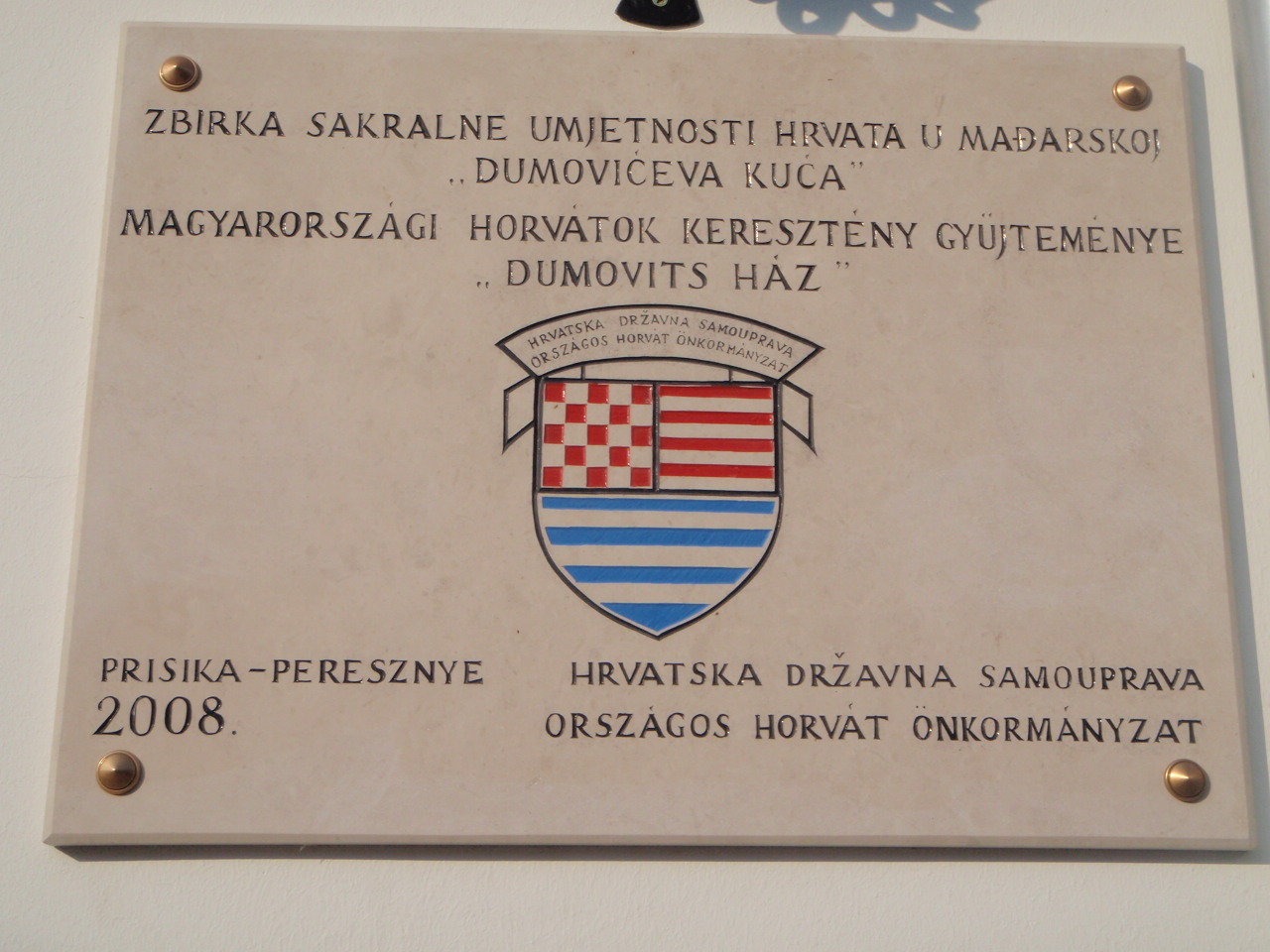
Emléktábla a Hunyadi utcai Dumovits-házon
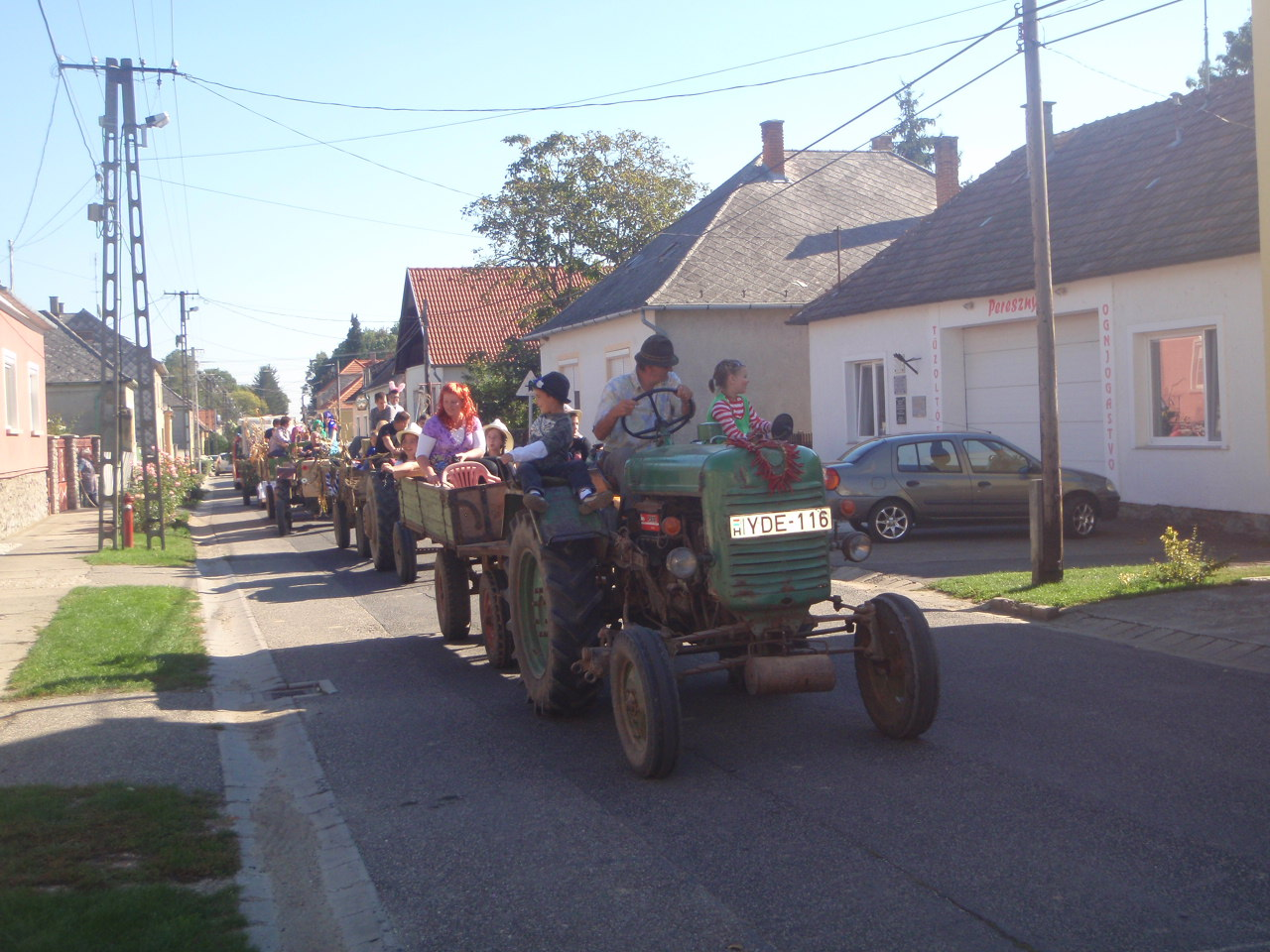
Szüreti felvonulás (2012)
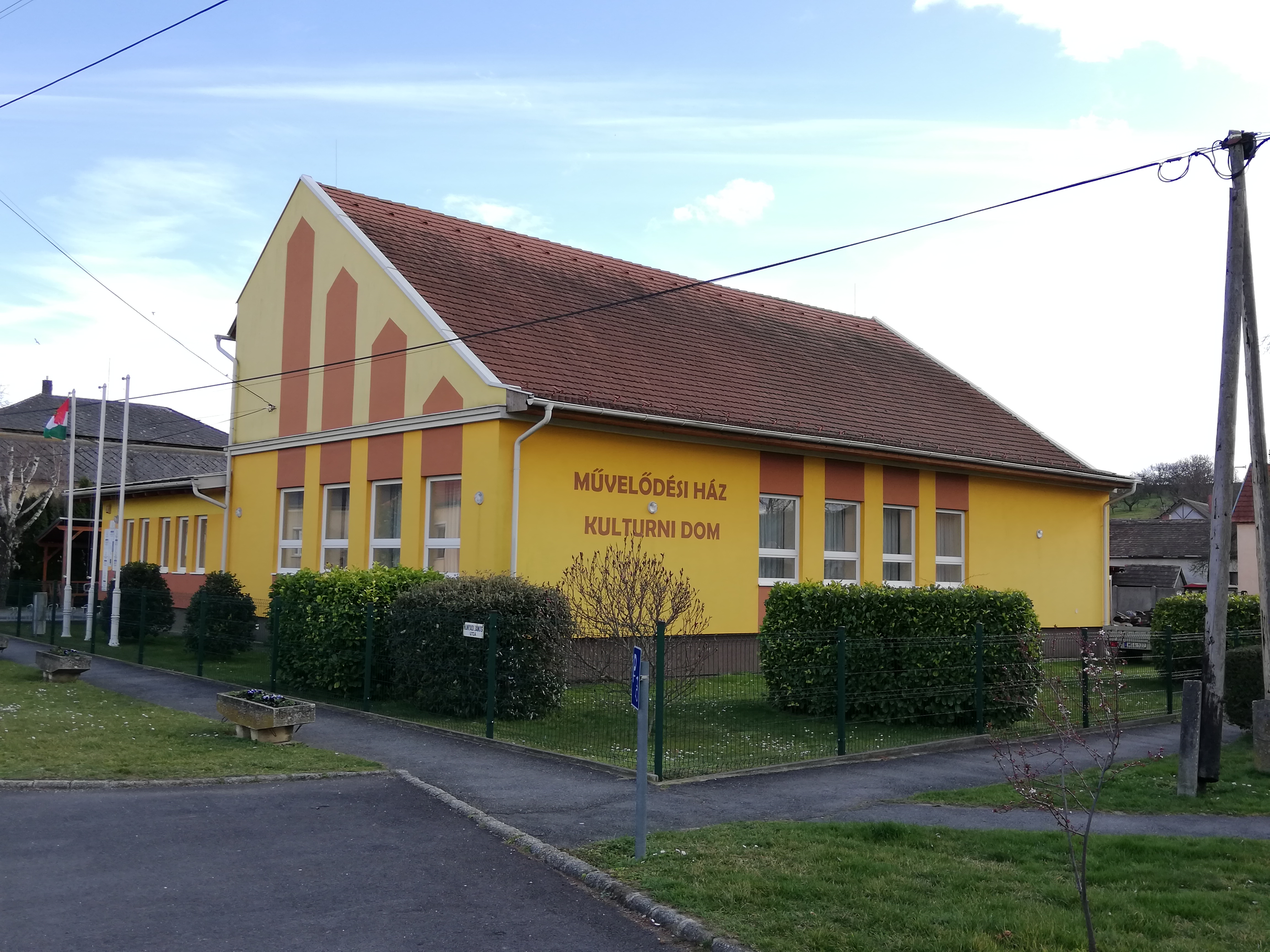
Kultúrház
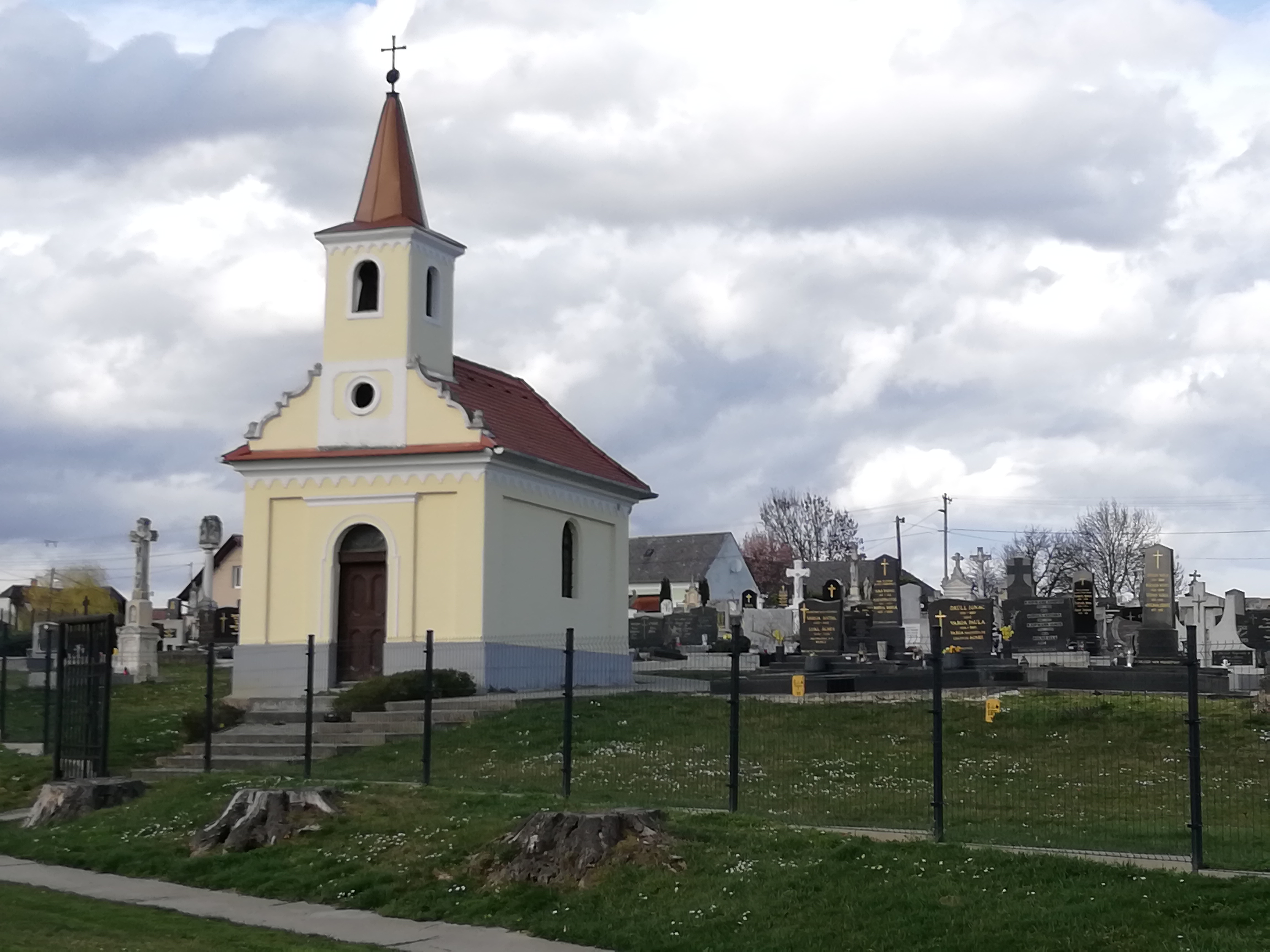
Temetőrészlet a kápolnával
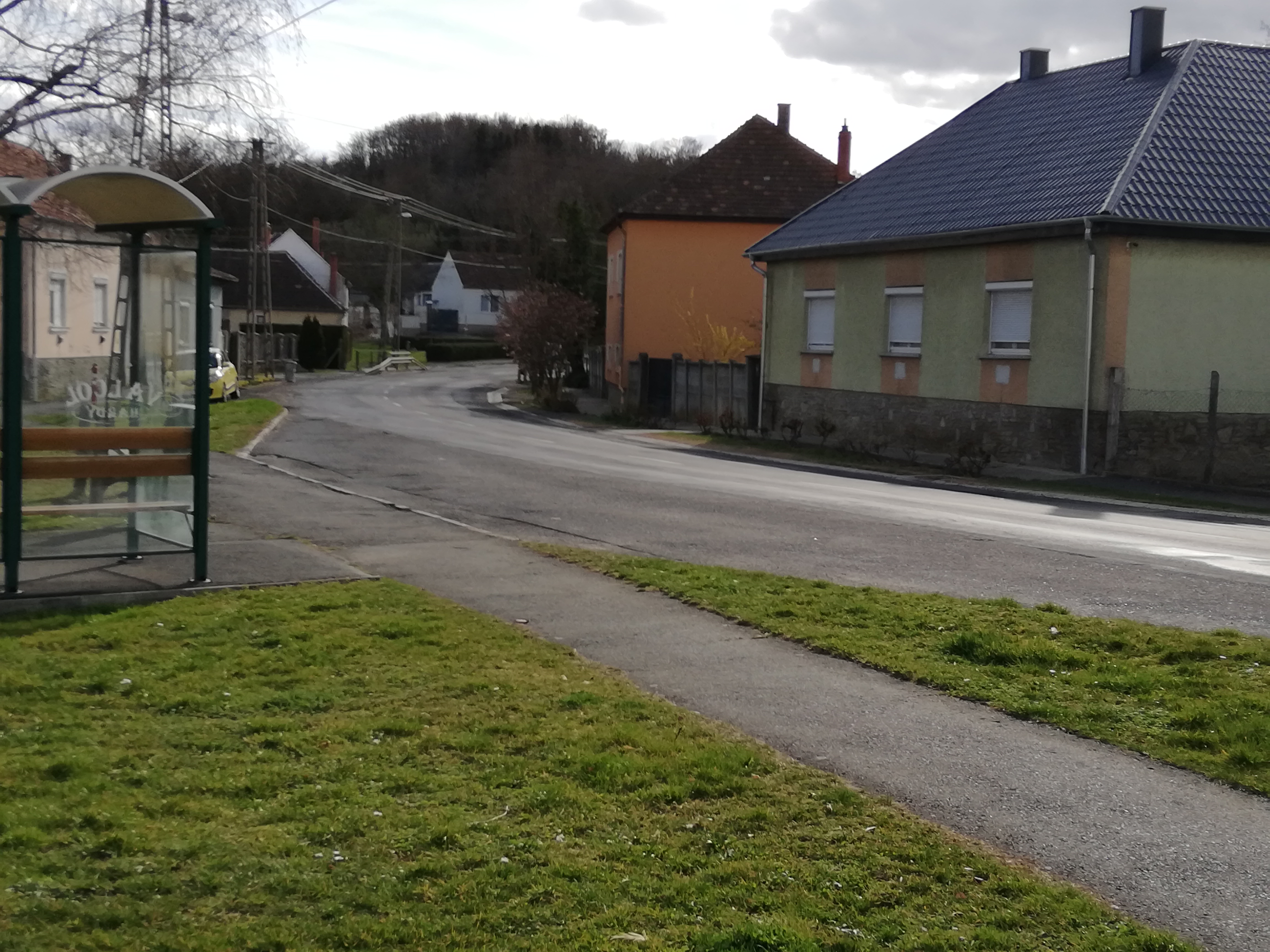
A 8627-es út Peresznye nyugati részén, dél felé
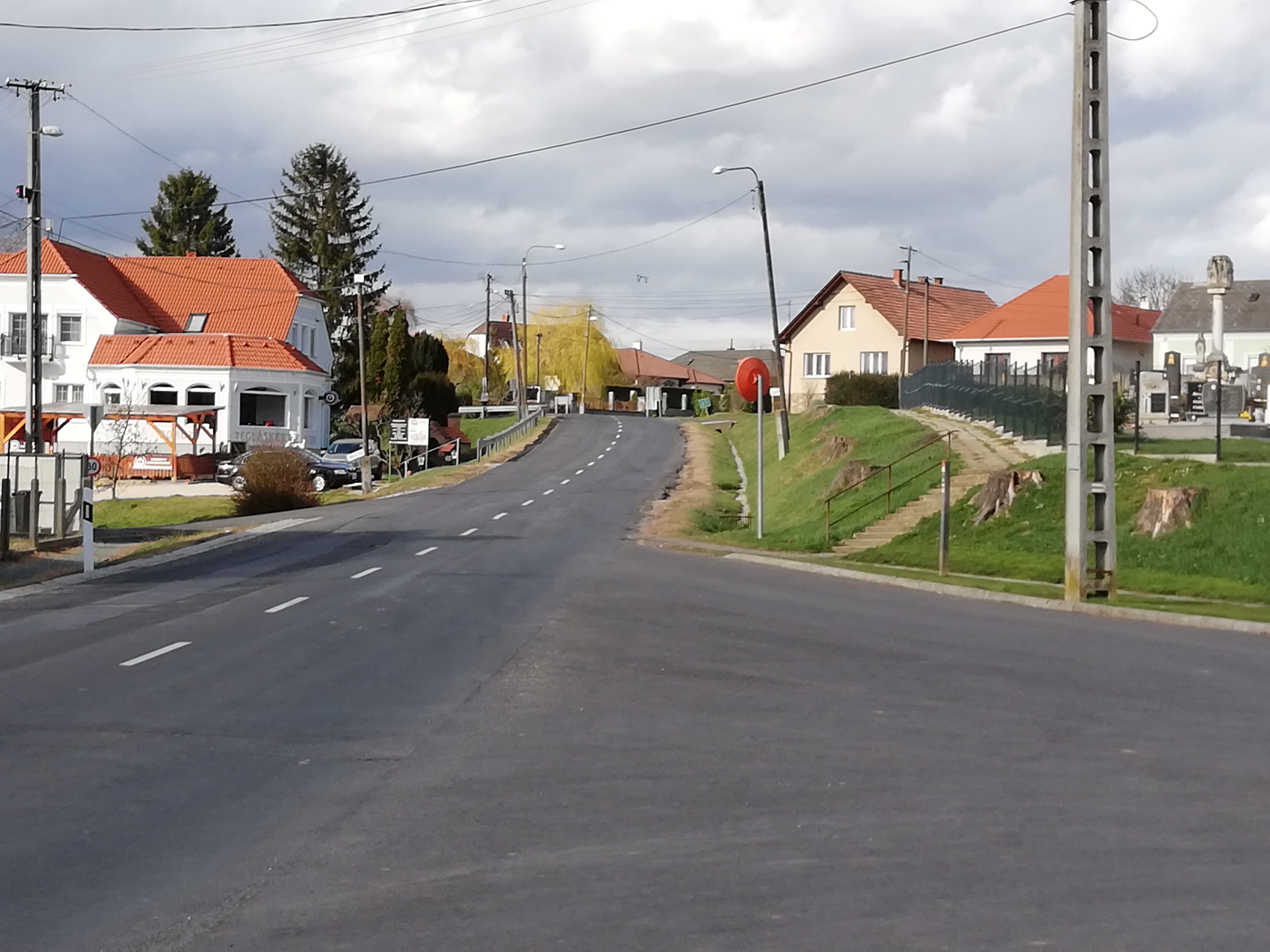
A 8627-es út a falu szélén, észak felé
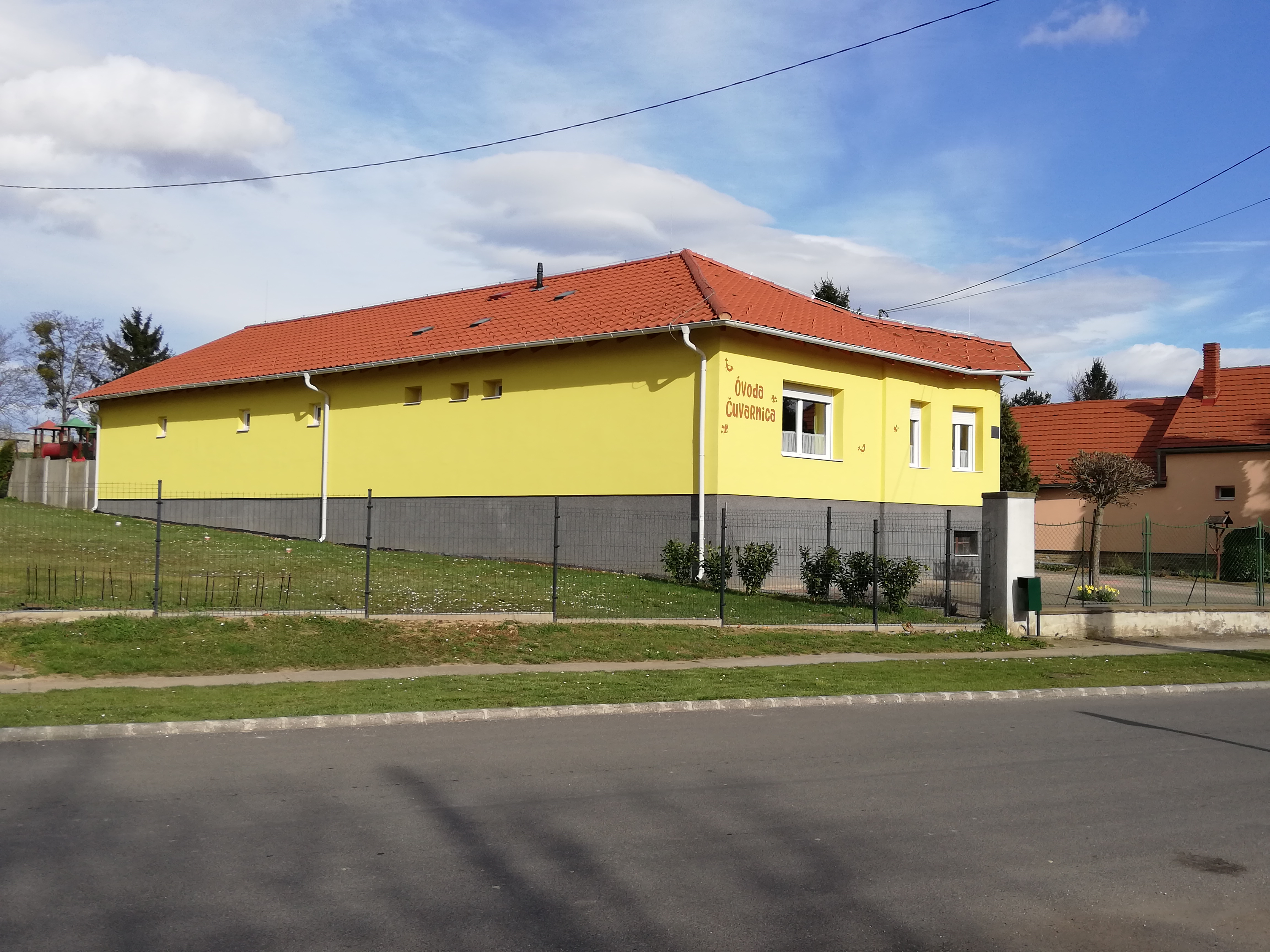
Óvoda
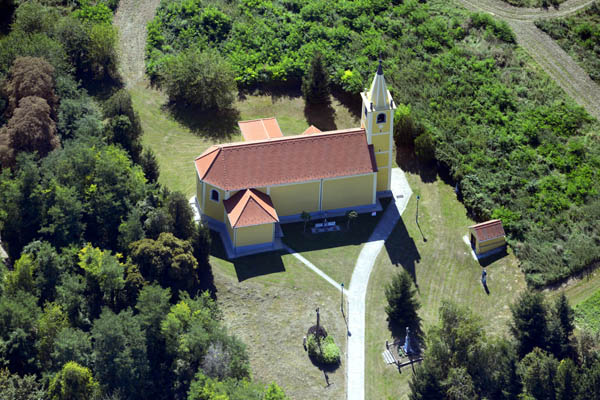
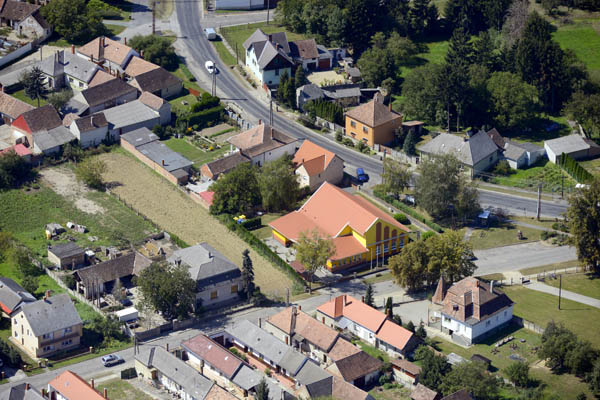

## Testvértelepülések
- Voloder (Horvátország)
- Šiljakovina (Horvátország)